# Distrito electoral de Metropolis n.º 3
Metropolis No. 3 (en inglés: Metropolis No. 3 Precinct) es un distrito electoral ubicado en el condado de Massac en el estado estadounidense de Illinois. En el Censo de 2010 tenía una población de 794 habitantes y una densidad poblacional de 1.087,11 personas por km².

## Geografía
Metropolis n.º 3 se encuentra ubicado en las coordenadas 37°8′55″N 88°43′33″O / 37.14861, -88.72583. Según la Oficina del Censo de los Estados Unidos, Metropolis n.º 3 tiene una superficie total de 0.73 km², de la cual 0.72 km² corresponden a tierra firme y (1.77%) 0.01 km² es agua.

## Demografía
Según el censo de 2010, había 794 personas residiendo en Metropolis n.º 3. La densidad de población era de 1.087,11 hab./km². De los 794 habitantes, Metropolis n.º 3 estaba compuesto por el 90.93% blancos, el 5.67% eran afroamericanos, el 0.76% eran amerindios, el 0% eran asiáticos, el 0% eran isleños del Pacífico, el 0% eran de otras razas y el 2.64% pertenecían a dos o más razas. Del total de la población el 1.89% eran hispanos o latinos de cualquier raza.